# Izvoarele, Bihor
Izvoarele (nume anterior Pățălușa) este un sat în comuna Viișoara din județul Bihor, Crișana, România.

 Acest articol despre o localitate din județul Bihor este deocamdată un ciot. Puteți ajuta Wikipedia prin completarea lui.